# Маринакис, Евангелос
Евангелос Маринакис (греч. Ευάγγελος (Βαγγέλης) Μαρινάκης, англ. Evangelos Marinakis; 30 июля 1967) — греческий бизнесмен, судовладелец, медиамагнат, политический и общественный деятель, филантроп и владелец футбольных клубов «Олимпиакос» в Греции и «Ноттингем Форест» в Англии.

## Ранние годы
Евангелос Маринакис родился в Пирее, Греция, 30 июля 1967 года. Он единственный сын судовладельца, члена правления «Олимпиакоса» и члена греческого парламента Мильтиадиса Маринакиса и Ирини Маринаки (урождённая Каракацани). Маринакис имеет степень бакалавра по специальности «Международное деловое администрирование» и степень магистра наук по специальности «Международные отношения».

## Карьера

### Морские грузоперевозки
Маринакис является основателем и председателем «Capital Maritime & Trading Corp.». «Capital Maritime Group», контролируемая семьей Маринакис, в 2017 году владела смешанным флотом из более чем 70 судов, включая танкеры, контейнеровозы и балкеры. «Capital Group» вошла в сегмент СПГ в 2018 году, заказав до 10 судов СПГ общей стоимостью в 1,8 миллиардов долларов.
С марта 2010 по сентябрь 2011 года Маринакис также занимал пост председателя и главного исполнительного директора компании «Crude Carriers Corp.», зарегистрированной на Нью-Йоркской фондовой бирже. С марта 2007 по декабрь 2014 года был председателем «Capital Product Partners LP» (листинг на бирже NASDAQ:CPLP). В ноябре 2018 года «Capital Product Partners LP» объявила о слиянии своего танкерного флота с DSS Holdings, крупнейшим акционером которой является WL Ross & Co., в результате чего была создана одна из крупнейших зарегистрированных танкерных компаний в мире. Операция по слиянию компаний обошлась в 1,65 млрд долларов.
С 1992 по 2005 год Маринакис также был коммерческим менеджером «Capital Ship Management Corp.» и руководил деятельностью группы компаний, которая сейчас образует «Capital Maritime». В последние десятилетия грек также принимал активное участие в нескольких других семейных предприятиях, связанных с судоходной отраслью.

### Политическая карьера
В мае 2014 года Маринакис был избран первым членом городского совета города Пирей с независимой программой «Piraeus Winner», которую он запустил совместно с Яннисом Моралисом, вице-президентом футбольного клуба «Олимпиакос». Во время выборов его политический оппонент Василис Михалолиакос заявил, что Маринакис связан с крайне правой неонацистской политической партией «Золотая заря», оказывая им финансовую помощь. Евангелос отверг эти обвинения, заявив, что «осуждает преступную деятельность „Золотой зари“».
После выборов агентство Reuters заявило, что «нечасто крупный бизнес так открыто вмешивается в политику в стране, где контакты между ними обычно осуществляются за кулисами». Маринакис ответил в интервью Tradewinds, что не видит причин, согласно которым кто-то с хорошим послужным списком в бизнесе не может заняться политикой, назвав позицию, высказанную в агентстве, «палеолитической логикой». «Я не боюсь участвовать в политике, потому что у меня нет дела с греческим государством», — сказал он. После выборов Маринакис занялся строительством скверов, парков, детских площадок и спортивных сооружений за свой счёт, так как муниципалитет Пирей не обладал необходимыми средствами из-за экономического кризиса.
В мае 2019 года Маринакис был переизбран первым членом городского совета Пирей с независимой программой «Piraeus Winner» во главе с мэром города Яннисом Моралисом.

### Спорт
С середины 2010 года Маринакис владеет клубом «Олимпиакос» из своего родного города Пирей и является его президентом. Маринакис также занимал пост президента Суперлиги Греции и вице-президента Греческой футбольной федерации (HFF) с августа 2010 по сентябрь 2011 года. Во время его президентства в «Олимпиакосе» команда выигрывала чемпионат Греции семь сезонов подряд с сезона 2010/11 по сезон 2016/17 и после трёхлетнего перерыва ещё три чемпионства подряд с 2019/20 по 2021/22, а также национальный кубок в сезонах 2011/12, 2012/13, 2014/15 и 2019/20. А в 2024 году «Олимпиакос» стал первым греческим клубом, выигравшим еврокубок — Лигу конференций УЕФА.
В мае 2017 года было объявлено, что Маринакис завершил сделку по покупке клуба английского Чемпионшипа и бывшего двукратного обладателя Кубка европейских чемпионов «Ноттингем Форест», став владельцем контрольного пакета акций клуба.
Газета Nottingham Post отметила, что приобретение клуба Маринакисом предвещает «захватывающее будущее, дающее повод для искреннего оптимизма». Кроме того, менеджер команды Марк Уорбертон прокомментировал, что ожидает от Маринакиса и его команды амбициозности в отношении «Ноттингем Форест». «…они знают о статусе клуба и являются хорошими футбольными людьми», — сказал Уорбертон.
После покупки «Ноттингема» Маринакис поставил целью квалификацию в еврокубки в течение пяти лет, а также реконструкцию стадиона и тренировочной базы. Клуб объявил о планах реконструкции «Сити Граунд» и Академию Найджела Даути на сумму 50 миллионов фунтов стерлингов. Несмотря на это, а также на выход «Фореста» в Премьер-лигу, никаких строительных работ ещё не проводилось.
9 апреля 2022 года «Олимпиакос» принимал донецкий «Шахтер» в домашнем товарищеском матче за мир и прекращение войны. Доходы от матча были пожертвованы на финансовую поддержку украинских беженцев.

### СМИ
В сентябре 2016 года Маринакис через свою компанию «Alter Ego Media S.A.» выиграл одну из четырёх национальных телевизионных лицензий, выставленных на аукционе в Греции, за 73,9 млн евро (82,8 млн долларов). Однако 26 октября 2016 года лицензия была отозвана, поскольку Государственный совет Греции постановил, что закон о телевизионной лицензии государственного министра Никоса Паппаса является неконституционным.
В июле 2017 года «Alter Ego» была утверждена греческим судом первой инстанции как приобретатель «Lambracis Press Group»(DOL). Утверждение суда о передаче права собственности на DOL компании Alter Ego последовало за победой аукционе, проведенном ранее в 2017 году. Суд ратифицировал продажу и удовлетворил просьбу сотрудников DOL о признании процедуры аукциона действительной. Завершение передачи права собственности также поддержали профсоюзы, представляющие сотрудников DOL. DOL является одной из крупнейших медиа-групп Греции и включает в себя самые продаваемые газеты Греции Та Неа и То Вима, две старейшие ежедневные газеты страны, а также популярный новостной портал, журналы и радиостанцию. По состоянию на март 2018 года договор на покупку DOL ещё не утверждён Конкурсной комиссией.
В 2019 году Маринакис приобрел товарный знак, архив Mega TV и 22 % акций телеканала «Мега Канал» и вновь открыл Mega Channel.
В феврале 2021 года Маринакис написал текст хита «Волнение» («Eksapsi») греческой поп-звезды Наташи Феодориду. После выхода песня набрала миллион просмотров на Youtube за первые шесть дней.

### Награды и отличия
«Вырастив свою судоходную империю из небольшой компании, которую он унаследовал от своего отца, которая контролировала семь сухогрузов», Евангелос Маринакис считается одним из самых важных и влиятельных судоходных личностей во всем мире. Ежегодно с 2010 года грек включается в список Lloyd's List «Сто самых влиятельных людей в судоходной отрасли», заняв 47-е место в 2021 году, 59-е место в 2020 году, 2019 и в 2018 году, 66-е место в 2017 году, 61-е место в 2016 году, 65-е место в 2015 году, 67-е место в 2014 году, 73-е место в 2013 году, 84-е место в 2012 году, 84-е место в 2011 году, и 88-е место в 2010 году. Также был включен в список TradeWinds «Power 100» «лучших судовладельцев и операторов», заняв 31-е место в 2012 году и 75-е место в 2010 году. В 2014 и 2010 годах он был удостоен награды «Ньюсмейкер года» на ежегодном конкурсе Lloyd’s List «Greek Shipping Awards», а в 2009 году его компания «Capital Ship Management Corp.» была удостоена награды «Танкерная компания года». В 2016 году также был удостоен первой в истории премии «Xenakoudis Excellence in Shipping Award» от «International Registries, Inc./The Marshall Islands Registry». В ноябре 2017 года Маринакис получил награду Lloyd's List «Персона года греческого судоходства» на специальной церемонии в Афинах. Найджел Лоури из Lloyd’s List сказал, что Маринакис был «выдающимся кандидатом» на получение награды, и отметил его инвестиции в размере 1 миллиарда долларов в мощность флота в 2017 году, его «динамическое заключение сделок» в секторе судоходства, а также ряд других деяний в области благотворительности, спорта и СМИ. В 2021 году Маринакис был избран в правление Союза греческих судовладельцев (UGS), проработав два предыдущих срока с 2006 по 2012 год.

## Личная жизнь
Во время пандемии, начавшейся в 2019 году, у Маринакиса проявились симптомы COVID-19 и он дал положительный результат на вирус по возвращении в Грецию в марте 2020 года после посещения игры «Ноттингем Форест» 6 марта. 10 марта 2020 года Маринакис объявил в социальных сетях, что выздоравливает от COVID-19 и принимает все необходимые меры в соответствии с указаниями врача. 24 марта он заявил, что полностью оправился от последствий вируса.

## Филантропия
Евангелиос занимается филантропией как в частном порядке, так и в качестве президента ФК «Олимпиакос». Он лично поддерживает работу музея, посвященного греческому писателю Никосу Казандзакису на острове Крит, жертвуя 80 000 евро в год в течение предварительного периода в 10 лет с июля 2014 года. В сентябре 2014 года он в частном порядке профинансировал торжества по случаю 200-летия со дня основания Филики Этерия и изваяния бюста Александра Ипсиланти в Афинах. Также в частном порядке поддерживал на протяжении многих лет различные греческие детские благотворительные организации, в том числе Арго, и «Вместе для детей», союз десяти греческих НПО.
Во время президентства Евангелоса Маринакиса футбольный клуб «Олимпиакос» еженедельно финансировал ежедневное питание тысячи человек через благотворительный фонд «Генезиос Теотокос» в афинском пригороде Никея и Святую церковь Сироса. В 2010 году «Олимпиакос» провел матч ПРООН против бедности, который собрал более 500 000 долларов США для пострадавших от землетрясения жителей Гаити и Пакистана. Ежедневно беженцам, застрявшим в порту Пирей, раздавали около тысячи порций еды и предметов первой необходимости. В феврале 2014 года Маринакис пожертвовал 500 000 евро на ремонт школы на греческом острове Кефалиния, пострадавшем от разрушительных землетрясений. В октябре 2013 года «Олимпиакос» и ЮНИСЕФ начали партнёрство по иммунизации детей в развивающихся странах с логотипом ЮНИСЕФ на футболках игроков с целью собрать 2 миллиона евро за два года. В августе 2017 года клуб объявил, что партнерство будет возобновлено с упором на новую многолетнюю кампанию. В июне 2012 года Маринакис выкупил государственный долг Греции номинальной стоимостью 1 364 000 евро, предложив сумму в размере 168 590 евро от имени каждого из 55 греческих игроков и сотрудников «Олимпиакоса» неправительственной организации Питера Номикоса «Греция без долгов» (GDF). В прошлом «Олимпиакос» поддерживал Японский фонд помощи жертвам землетрясения и помогал некоммерческой экологической организации «Арктурос», педиатрическим клиникам больницы «Св. София» в Афинах и «Главной больнице» в Лимассоле, различные кампании по сбору крови, греческие и международные детские благотворительные организации, в том числе «Эльпида», «Фонд Стивена Джеррарда» и «Фонд Хацикириакоса». Маринакис также создаёт благотворительный фонд «Олимпиакос».
В сентябре 2017 года Маринакис совместно с Гарвардским университетом спонсировал специальную конференцию в Афинах, посвященную социальной функции футбола с особым упором на судьбы беженцев. На мероприятии Маринакис заявил: «Футбол может пересекать границы, преодолевать древнюю вражду и объединять миллионы людей по всему миру». В ноябре 2017 года через футбольный клуб «Олимпиакос» Маринакис возглавил операцию по оказанию помощи пострадавшим от сильного наводнения, обрушившегося на город Мандра в Аттике, Греция. Помощь включала большое количество еды, воды в бутылках и других предметов первой необходимости, отправленных тем, кто борется с последствиями наводнения. В июле 2018 года Маринакис пожертвовал 1 миллион евро через футбольный клуб «Олимпиакос», чтобы помочь жертвам самых смертоносных лесных пожаров, обрушившихся на Грецию за последние десятилетия, которые охватили район недалеко от Афин. «В эти трудные времена все мы, греки, должны объединиться для помощи нашим страдающим согражданам», — говорится в заявлении клуба. В ноябре 2020 года футбольный клуб «Ноттингем Форест» поддержал крупную кампанию по сбору средств «Framework’s Homeless to Home Challenge» по борьбе с бездомностью. Маринакиса похвалили за огромную поддержку. В том же месяце футбольный клуб «Ноттингем Форест» также поддержал «Football Shirt Friday». Маринакис получил высокую оценку своей деятельности за постоянную поддержку сообщества. В декабре 2020 года греческие судовладельцы Ангелики Франгу и Маринакис объединились, чтобы передать пожертвование в размере 1,8 миллиона долларов афинской больнице «Никея». На эти деньги было построено 12 новых коек для интенсивной терапии.

## Критика

### Спорт
21 февраля 2011 года «Олимпиакос» обыграл «Панатинаикос» на стадионе «Караискакис» со счётом 2:1 после неоднозначной игры, связанной со спорными решениями судьи. После игры игрок «клеверных» Джибриль Сиссе поссорился с президентом «Олимпиакоса» Маринакисом. Француз был избит болельщиками «Олимпиакоса» и заявил, что собирается обратиться в УЕФА. Дело Сиссе и Маринакиса было передано в греческие суды, где грека признали невиновным.
В 2015 году прокуратура и совет судей оправдали Маринакиса в связи с расследованием факта организации ряда договорных матчей, получивших название Кориополис, которое началось в 2011 году после того, как УЕФА предоставил греческим властям отчет со ссылкой на неправильные схемы ставок, в основном включая игры Кубка Греции и второго дивизиона в 2009 и 2010 годах. Евангелоса обвинили замешанным в преступной сети, отвечающей за договорные матчи и имеющей связи с семью странами. Официальные лица УЕФА заявили, что в настоящее время не рассматривается никаких исков против «Олимпиакоса» относительно его участия в Лиге чемпионов в следующем сезоне, поскольку доказательства греческого расследования не ставят под сомнение его победу в чемпионате в сезоне 2010/11. Маринакису было предъявлено обвинение в соучастии в совершении актов взяточничества и организации договорных матчей, в подстрекательстве и содействии актам спортивного насилия. Маринакис вместе с президентом клуба второго дивизиона «Илиуполис» Гиоргосом Цакояннисом и другими поспособствовал тому, чтобы группа ультрас «Олимпиакоса» 13 марта 2011 года отправилась на матч третьего дивизиона и спровоцировала беспорядки, чтобы добиться штрафа клубу, на матче которого они присутствовали. В отчёте прокуратуры говорится, что «Цакояннис сообщил [Иоаннису] Пападопулосу, что он принял меры, а Евангелос Маринакис знал о плане фанатов „Олимпиакоса“ спровоцировать беспорядки». Маринакис был оправдан по всем пунктам обвинения Прокурором Панайотисом Пулиосом и Советом судей.
В 2014 году Маринакис был оправдан судом первой инстанции из трёх человек по делу о проникновении в раздевалку рефери (Танассиса Яакоса) в перерыве между таймами во время финала футбольного кубка между «Олимпиакосом» и «Астерасом Триполисом» с целью обжаловать решения судьи, что противоречит футбольным правилам. Маринакис заявил, что пошёл в раздевалку судьи в перерыве только для того, чтобы пожелать официальным лицам матча «удачи». «Олимпиакос» продолжил матч и выиграл его со счетом 3:1 после напряженного счёта 1:1 перед перерывом. В 2015 году Маринакиса также оправдал Апелляционный суд из трёх членов по тому же делу.
Другое расследование, которое привело к греческому футбольному скандалу 2015 года, началось в 2014 году после того, как прокурор Аристидис Кореас получил добро от совета судей на использование тайно записанных телефонных разговоров, указывающих на причастность различных спортивных чиновников, в том числе Евангелоса Маринакиса. В 2014 году прокурор предъявил владельцу «Олимпиакоса» обвинение в договорных матчах, взрыве в пекарни, принадлежащей рефери, мошенничестве, шантаже, а также в присоединении к преступной организации и управлении ею. В ноябре 2017 года судебный совет Апелляционного суда снял большинство обвинений, включая взрыв в пекарне греческого судьи, мошенничество и шантаж, посчитав их «абсолютно необоснованными». Маринакис неоднократно отрицал все обвинения. «Эти обвинения не имеют ко мне никакого отношения и не оказавают на меня никакого влияния», — сказал Маринакис. «Против меня нет ни малейшего улики». 3 октября 2014 года Аристидис Кореас был заменен на посту спортивного прокурора, но продолжил расследовать это дело. 18 июня 2015 года Евангелоса Маринакиса допросили, и он был освобожден под залог в размере 200 000 евро. Он был вынужден прекратить заниматься футболом, а также должен был отмечаться в полицейском участке каждые 15 дней. В сентябре 2016 года прокурор предложил заключить господина Маринакиса в тюрьму. В ноябре 2017 года судебный совет Апелляционного суда отклонил назначение Евангелосу Маринакису временного содержания под стражей, а также снял с него ряд обвинений, посчитав их «абсолютно беспочвенными». Маринакису пришлось уйти с поста президента команды по юридическим причинам, уступив свое место Яннису Моралису. 26 марта 2018 года Маринакис был оправдан Верховным судом Греции. Решение Верховного суда Греции подтвердило необоснованность обвинений в его адрес.
В апреле 2019 года Верховный суд по гражданским и уголовным делам Греции постановил, что господин Маринакис и ещё 27 человек предстанут перед судом по делу о греческом футбольном скандале 2015 года. Предъявленные обвинения: организация договорных матчей и создание банды (не преступной организации, как ранее заявлялось).
28 января 2021 года апелляционный суд по уголовным делам в составе трёх человек единогласно оправдал владельца футбольных клубов «Олимпиакос» и «Ноттингем Форест» Евангелоса Маринакиса и ещё 27 человек по делу о договорных матчах, которое длилось несколько лет.
Афинские судьи постановили, что нет никаких доказательств двух обвинений, предъявленных подсудимым в связи с их предполагаемым участием в преступной группе, в том числе и намеренное изменение результатов матчей.
Наконец, Евангелос Маринакис был окончательно оправдан Комитетом по этике по категории договорных матчей.

### Предполагаемый незаконный оборот наркотиков
Дело по незаконному обороту наркотиков, начатое в 2014 году в отношении корабля «Noor 1», принадлежащего Пантелису Калафатису, было расследовано греческой береговой охраной, DEA и греческими судебными органами и завершилось осуждением различных лиц и выдачей двух ордеров на арест граждан Турции.
В марте 2018 года Маринакису было предъявлено обвинение в торговле наркотиками. Обвинения против бизнесмена были охарактеризованы как «очень серьезные». Основания для них были получены по итогу расследования дела по незаконному обороту наркотиков, начатое после того как в 2014 году в греческом порту Пирей был перехвачен танкер «Noor 1», перевозивший 2,1 тонны героина. По словам заключенного в тюрьму совладельца судна Эфтимиоса Яннусакиса, на самом деле судно перевозило дополнительную тонну героина (стоимостью 70 миллионов долларов), которая была выгружена на острове Крит и переправлена в континентальную Европу до того, как греческим властям удалось перехватить остальной груз. Яннусакис также утверждал, что героин, выгруженный на Крите, принадлежал Маринакису. Судебный совет суда низшей инстанции города Пирей затронул все связанные с этим вопросы и постановил, что обвинение прокурора необоснованно.
Председатель футбольного клуба «Ноттингем Форест» Николас Рэндалл написал открытое письмо болельщикам, в котором подтвердил свою поддержку Евангелоса Маринакиса. Рэндалл подтвердил, что дело расследуется, но что «против Маринакиса нет „обвинения“ и „судебного преследования“ не ведется».
По состоянию на январь 2021 года умерли не менее 10 свидетелей дела, поэтому после рассмотрения дела судья пришёл к выводу об отсутствии доказательств вины Маринакиса и посему завершил свое расследование.